# Claudio Garzelli
Claudio Garzelli (Livorno, 17 maggio 1949) è un dirigente sportivo ed ex calciatore italiano, di ruolo portiere.

## Carriera sportiva

### Calciatore
Esordisce nel Rosignano Solvay, con cui disputa 4 partite nel campionato di Serie D 1965-1966. A fine stagione viene ingaggiato dal Bologna, dove rimane fino al 1970 senza mai esordire in prima squadra, con l'eccezione di una stagione in prestito alla Pistoiese, in Serie C.
Rientrato a Bologna, nel novembre 1970 viene ceduto definitivamente al Chieti, sempre in terza serie, e vi rimane per due annate. Dopo una stagione in Serie D alla Fermana, nel 1973 passa al Riccione, neopromosso in Serie C, e qui rimane per altri due anni imponendosi definitivamente come titolare. Passa quindi al Benevento, con cui sfiora la promozione in Serie B giungendo secondo dietro al Lecce; Garzelli sale comunque tra i cadetti, ingaggiato dal Brescia. Con le Rondinelle esordisce in Serie B il 26 settembre 1976, nello 0-0 interno contro la Sambenedettese; inizialmente titolare, disputa 11 partite nel campionato 1976-1977, tuttavia nel corso del campionato perde il posto a favore di José Cafaro, e nel mercato autunnale del 1977 scende in Serie C, nella Nocerina. In Campania ottiene la promozione in Serie B, pur senza mai scendere in campo, mentre nel successivo campionato cadetto disputa 17 partite nelle quali fornisce un rendimento altalenante, senza poter evitare la retrocessione dei molossi.
Rimane a Nocera per un'ulteriore stagione in Serie C, prima di concludere la carriera con un biennio nel Francavilla e uno nel Pontedera, in Serie C2, con il quale disputa la sua ultima stagione agonistica a 35 anni. Ha totalizzato 28 presenze in Serie B.

### Dirigente
Terminata la carriera agonistica, si stabilisce in Abruzzo e consegue la laurea in scienze politiche, ad indirizzo politico-amministrativo. Inizia la carriera dirigenziale nel 1985 al Chieti, come direttore sportivo e quindi come amministratore delegato, sotto la presidenza di Mario Mancaniello: ricopre l'incarico fino al 1994, periodo nel quale la squadra ottiene due promozioni (dall'Interregionale alla Serie C2 e dalla Serie C2 alla Serie C1). A partire dal 1992 è iscritto all'Associazione Direttori Sportivi, di cui diventa vice presidente nel 1997.
Nel 1994 Garzelli diventa direttore generale del Siena, dove rimane per un periodo di due anni. In seguito ricopre lo stesso incarico nel Pescara di Pietro Scibilia; vi rimane fino al 2001, anno in cui torna al Siena, alle prese con problemi societari e finanziari
Dopo la parentesi senese, nel 2004 approda al Piacenza, dove affianca l'amministratore delegato Maurizio Riccardi: l'esperienza in Emilia dura quattro anni, fino alla rescissione consensuale nell'estate 2008, e si caratterizza per realizzazione di alcuni progetti sul tema della violenza negli stadi.
Nel gennaio 2009 Garzelli torna a Pescara, gestendo l'acquisizione del Pescara Calcio S.p.A. da parte della neonata società Delfino Pescara 1936, dopo il fallimento della prima. Si occupa anche della campagna acquisti-cessioni invernale, con risultati deludenti, e alla fine del campionato viene sostituito da Fabrizio Lucchesi.
All'inizio del 2010 viene chiamato da Aldo Spinelli a ricoprire l'incarico di direttore generale del Livorno, dove rimane fino al giugno dello stesso anno, prima di passare con lo stesso ruolo al Bari di Vincenzo Matarrese. Nel giugno 2011, in seguito alle dimissioni di Matarrese, diventa amministratore unico della società pugliese, perseguendo una politica di risanamento finanziario dopo la retrocessione in Serie B. Nel febbraio 2012 torna a ricoprire la carica di direttore generale del Bari, lasciando il ruolo di amministratore unico a Francesco Vinella, per evitare una squalifica dovuta alle inadempienze finanziarie del club. Il provvedimento disciplinare, tuttavia, arriva ugualmente pochi mesi più tardi. Il 10 luglio 2013 lascia ufficialmente la società biancorossa.

## Altri incarichi
È stato docente in "Figure professionali nello sport" e "Organizzazione aziendale dello sport" al Master in Diritto ed Economia dello sport dell'Università degli Studi di Teramo; ha ricoperto analoghi incarichi all'Università di San Marino e all'Università degli Studi di Roma "Tor Vergata".
Dal 2003 è consulente tecnico del Tribunale della FIGC in materia di applicazione della Legge 91/81 sul professionismo sportivo; sempre in seno alla Federazione, si è occupato dei corsi di formazione per direttori sportivi, con riferimento in particolare alla valutazione del patrimonio calciatori.
Dal 2013 è componente del Consiglio Direttivo Settore Tecnico della FIGC.

## Palmarès

### Giocatore

#### Competizioni nazionali
- Serie C: 1

Nocerina: 1977-1978